# Ionos
Die Ionos SE [iː'ɔnɔs] (Eigenschreibweise IONOS, vormals 1&1 Internet AG) mit Sitz in Montabaur ist ein deutscher Internetdienstanbieter, der vor allem durch seine Webhosting-, Domain- und Cloud-Computing-Produkte bekannt wurde. Das Unternehmen gehört zum United-Internet-Konzern.
Das Geschäft mit Internetzugängen (DSL und Mobilfunk) wurde in die 1&1 Telecommunication ausgegliedert.

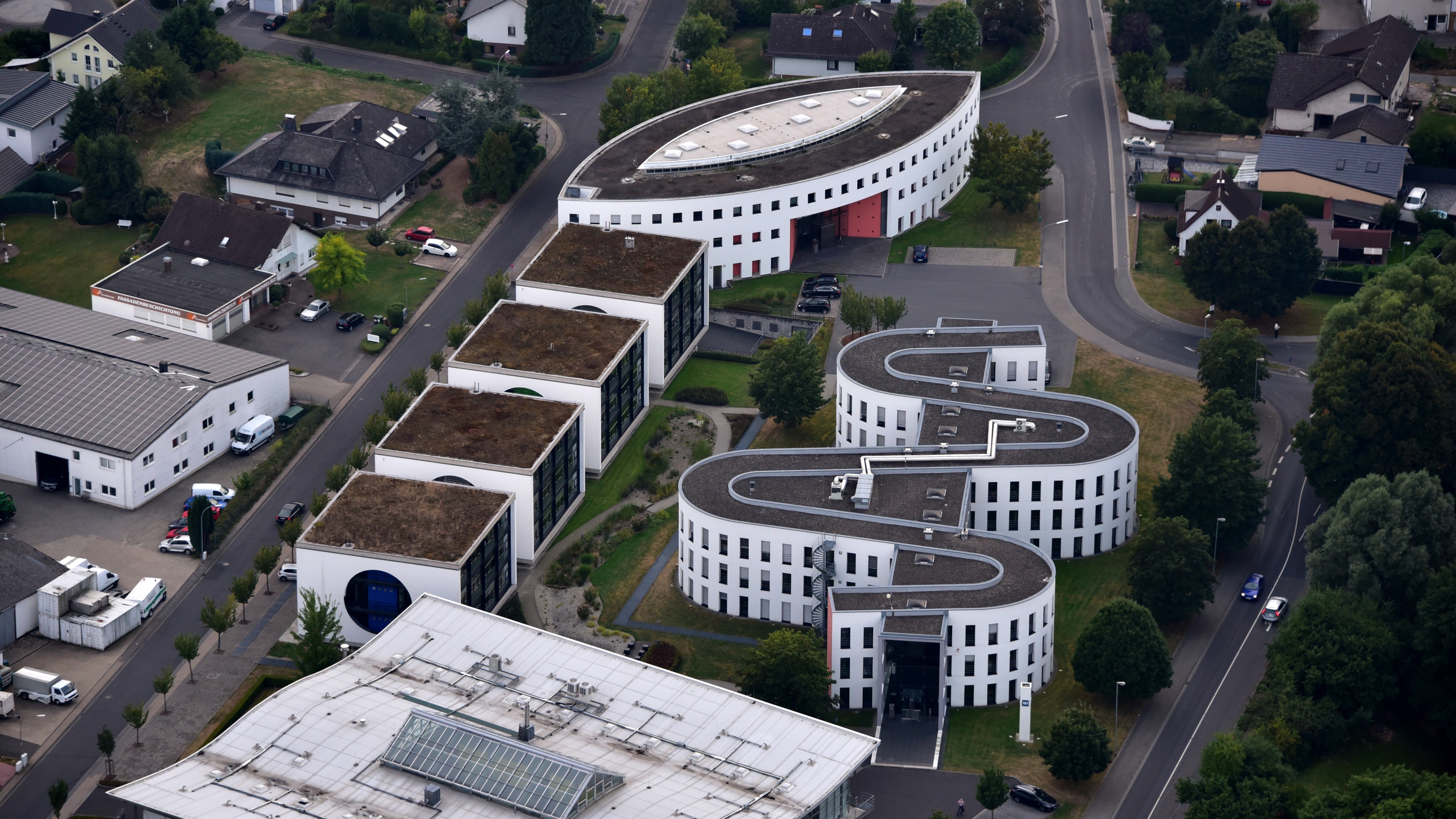
Standort Montabaur, Luftaufnahme (2016)

## Geschichte

### 1&1 Internet AG
Im Jahr 2000 wurde die United Internet AG gegründet, die als neue Muttergesellschaft der 1&1 Internet AG fungiert. Unterhalb des Teilkonzerns 1&1 wurde das gesamte Zugangs- und Webhosting-Geschäft der Marken 1&1 sowie Schlund+Partner gebündelt.
Seit dem Jahr 2001 bietet 1&1 neben Shared Hosting auch dedizierte Server an. Im Rahmen der CeBit 2002 wurde außerdem eine Kooperation mit Microsoft bekannt gegeben, aus der ein Hosting-Angebot auf Basis der .NET-Technologie hervorging.
Seit 2007 tritt 1&1 in Deutschland als Komplettanbieter von Telefon- und Internet-Anschlüssen auf. Dabei setzt das Unternehmen weiterhin auf das Netz der Deutschen Telekom, verwendet gleichzeitig aber auch die Infrastruktur der Telefónica Germany sowie QSC für die sogenannte letzte Meile.
Im Jahr 2010 schloss 1&1 eine Kooperation mit Vodafone und tritt seitdem auch als Mobilfunkanbieter auf. 2014 folgte ein weiterer Nutzungsvertrag mit E-Plus, sodass 1&1 nun seinen Mobilfunkkunden wahlweise Anschlüsse im D-Netz oder dem E-Netz anbietet. Dieser Nutzungsvertrag wurde nach der Auflösung von E-Plus durch die Telefónica Germany übernommen.
2016 beteiligte sich Warburg Pincus im Rahmen einer strategischen Partnerschaft mit 33,33 Prozent an der 1&1 Internet SE.

### Umstrukturierung
Das Geschäft mit Internetzugängen (DSL und Mobilfunk) wurde in die 1&1 Telecommunication ausgegliedert. Am 8. September 2017 übernahm die Drillisch AG 100 % an der 1&1 Telecommunication SE, im Gegenzug übernimmt United Internet die Mehrheit an der Drillisch AG.

### Ionos SE
Im Oktober 2018 wurde das verbleibende Hostinggeschäft mit dem IaaS-Anbieter ProfitBricks auf 1&1 Ionos umbenannt, wie auch die 1&1 Internet SE in 1&1 Ionos SE. Die Marke 1&1 Ionos stand für Webhosting und Cloud Computing. Das Geschäft von ProfitBricks, IaaS Cloud Computing für Unternehmen, wurde als 1&1 Ionos Enterprise Cloud fortgeführt.
Das Re-branding der Marke ist anschließend auf Ionos by 1&1 erfolgt. Im Juni 2022 wurde entschieden, 1&1 komplett aus der Marke zu streichen und das Logo wie auch die Marke in Ionos umzubenennen.
Die zeitweise verfolgte Strategie, die internationale Expansion durch die Gründung eigener Niederlassungen zu forcieren, wurde nach mäßigen Ergebnissen in Polen und Italien nicht weiterverfolgt. Stattdessen konzentrierte man sich nun auf die Übernahmen direkter Wettbewerber, so 2013 den spanischen Marktführer Arsys und 2015 home.pl in Polen. Zusammen mit der Übernahme von home.pl wurde auch ein möglicher Börsengang des Webhosting-Segments im Jahr 2017 thematisiert.

### Börsengang
Bereits 2015 kündigte die United Internet AG an, einen Börsengang ihrer Hostingsparte zu prüfen. Im September 2022 erklärte das Unternehmen, die Ionos-Gruppe im Jahr 2023 an die Börse zu bringen. Im Oktober 2022 veröffentlichte United Internet eine „IONOS Unternehmenspräsentation“. Der Börsengang erfolgte am 8. Februar 2023. Die Zeichnungsfrist war vom 30. Januar bis zum 7. Februar 2023 bei einer Preisspanne von 18,50 bis 22,50 Euro.

## Standorte
Neben dem Stammsitz in Montabaur unterhält Ionos in Deutschland Niederlassungen in Berlin, Zweibrücken und Karlsruhe, wobei der letztere der nach Mitarbeitern größte Standort ist.
Das Unternehmen begann um die Jahrtausendwende mit der internationalen Expansion. Dabei spielt die Beteiligung an Afilias eine Rolle, die eine herausgehobene Position bei der Einführung der Top-Level-Domain .info bietet, der ersten neuen gTLD seit der Einführung von .com in den 1980er Jahren. In der Einführungsphase von .info konnte 1&1 für rund ein Viertel aller Domainregistrierungen unterhalb der neuen gTLD auf seine Kunden vereinen.
Seit dem Jahr 2000 ist das Unternehmen mit Niederlassungen in Großbritannien und Frankreich vertreten, seit 2003 auch in den Vereinigten Staaten. Außerdem ist das Unternehmen auf den Märkten in Italien, Österreich, Spanien, Kanada, Mexiko, Polen und auf den Philippinen aktiv. Gemessen am Umsatz stellt die Ionos Inc. mit Sitz im Großraum Philadelphia (PA) die wichtigste Auslandsgesellschaft von Ionos dar. Sie betreibt in den USA ein eigenes Rechenzentrum in Lenexa, Kansas.
Rechenzentren

Ionos nutzt 32 Rechenzentren in fünf Ländern, die mit 3 TBit/s an das Internet angebunden sind; elf davon betreibt das Unternehmen selbst. Sein jüngstes Rechenzentrum eröffnete Ionos im Oktober 2022 im britischen Worcester. Die Rechenzentren beherbergen 100.000 Server.

## Produkte
Unter der Marke Ionos werden neben Shared-Hosting-Tarifen auch dedizierte, virtuelle und Cloud-Server sowie diverse E-Mail-Lösungen angeboten. Außerdem tritt Ionos als Registrar von Domains auf, wobei die eigentliche Vergabe durch die Schwestergesellschaft InterNetX beziehungsweise deren US-Tochter PSI-USA Inc. erfolgt. In Zusammenarbeit mit dem Hamburger Anbieter Jimdo wurde ein Baukasten für Websites unter der Bezeichnung Do-It-Yourself-Homepage entwickelt. Ende 2009 beendeten Jimdo und der 1&1-Mutterkonzern United Internet die Zusammenarbeit. Seitdem entwickelt 1&1 das Produkt international unter dem Namen MyWebsite eigenständig weiter.
Durch die Verschmelzung mit Profitbricks im Oktober 2018 kam deren Enterprise Cloud-Produkte mit ins Portfolio von Ionos.
Im November 2021 hat das Internationale Analystenhaus Information Service Group (ISG) Ionos Cloud erstmals als Leader im Bereich Hyperscale Infrastructure & Platform Services ausgezeichnet. Damit sieht sich Ionos neben Microsoft, AWS, Google und T-Systems als einer der fünf führenden Cloud-Anbieter auf dem deutschen Markt.
Im Jahr 2022 erhielt Ionos vom Bundesamt für Sicherheit in der Informationstechnik (BSI) das ISO 27001-Zertifikat auf Basis von IT-Grundschutz. Dies bestätigt die Umsetzung der erforderlichen IT-Sicherheitsmaßnahmen und eines Informationssicherheits-Managementsystems (ISMS). Neben dem IT-Grundschutz-Zertifikat erhielt Ionos im gleichen Jahr das Testat gemäß dem C5-Anforderungskatalog des BSI. Das Zertifikat bestätigt, dass ein Unternehmen die erforderlichen Sicherheitsstandards für Cloud Computing gemäß dem Cloud Computing Compliance Criteria Catalogue erfüllt.
Im darauffolgenden Jahr 2023 initiierte Ionos die Einführung einer eigenen Big-Data-Plattform, die auf Open-Source-Basis entwickelt wurde.
Aufgrund des Fortschritts der künstlichen Intelligenz und den Chancen der Automatisierung entschied sich Ionos dazu, KI-Funktionen in die eigenen Tools zu integrieren. Dazu gehört unter anderem ein KI-gesteuerte Website-Baukasten, sowie einen KI-Textgenerator, ein KI-SEO-Assistent und ein Newsletter-Tool mit KI-Funktionen.

## Studien und Forschung
Ionos beteiligt sich seit 2021 aktiv an Studien, die den Digitalisierungsstatus von kleinen und mittleren Unternehmen (KMU) analysieren. Im Rahmen der Initiative werden Personen aus kleinen und mittelständischen Unternehmen in Deutschland, Großbritannien, Spanien, Frankreich und den USA befragt. Die Daten für die Studien werden jährlich mit YouGov, einem internationalen, internetbasierten Marktforschungs- und Datenanalyseunternehmen, erhoben.
Weitere Studien, die YouGov im Auftrag von Ionos durchgeführt hat, befassen sich mit Themen rund um künstliche Intelligenz (KI) und deren Einsatz durch KMU.
Im März 2024 hat Ionos gemeinsam mit dem Marktforschungsinstitut techconsult eine Studie zu „Unternehmen in Deutschland auf dem Weg zur digitalen Souveränität“ veröffentlicht.

## Projekte und Initiativen
Ionos ist an dem GAIA-X Projekt beteiligt und eines der wichtigsten Mitglieder Deutschlands. Die Initiative wurde 2019 vom Bundesministerium für Wirtschaft und Energie (BMWi) ins Leben gerufen, um die Abhängigkeit von amerikanischen und chinesischen IT-Anbietern und datengetriebenen, marktbeherrschenden Plattformen zu verringern. Ionos bietet nach eigenen Angaben die größte Cloud aus Deutschland im Live-Betrieb.
Im Zusammenhang mit dem Gaia-X-Projekt nimmt Ionos eine führende Position bei Projekten ein, die im Rahmen von Gaia-X finanziert werden, wie z. B. Marispace-X, das von 16 Mitgliedern durchgeführt wird. Der Cloud Provider IONOS agiert als Konsortialführer und stellt die Verfügbarkeit der Cloud-Infrastruktur sicher.
Die Tochter der Muttergesellschaft United Internet beteiligt sich ebenfalls am Quantencomputing-Projekt SeQuenC, das von dem Bundeswirtschaftsministerium beauftragt wurde, und übernimmt die Leitung. Hinzu stellt Ionos für die Quantencloud seine Rechenzentren bereit. Mitwirkende im Projekt sind die Universität Stuttgart und das Fraunhofer-Institut.
Weiterhin engagiert sich Ionos über verschiedene Gremien für die Weiterentwicklung von Open Source, darunter auch die Open Source Business Alliance (OSBA).
Im Dezember 2023 gab die Europäische Kommission bekannt, dass Ionos Mitglied des Konsortiums für das Projekt IPCEI CIS ist, mit dem Konzepte für Cloud- und Edge-Computing-Technologien entwickelt werden sollen.
Ebenfalls im Auftrag der EU soll Ionos im Rahmen des Konsortiums Sovereign-X eine sichere Middleware-Plattform für Cloud-to-Edge-Föderationen entwickeln.

## Veranstaltungen
Seit 2022 veranstaltet Ionos sein eigenes Konferenzformat IONOS Summit. Die Veranstaltungsreihe bietet die Möglichkeit, sich mit Experten über aktuelle Themen der IT-Branche auszutauschen und zu diskutieren.

## Umweltschutz
Ionos setzt auf ökologische Nachhaltigkeit und arbeitet systematisch daran, den Strom- und Kraftstoffverbrauch zu senken und die Energienutzung effizienter zu gestalten. Das Unternehmen verwendet Methoden zur Reduzierung der Kohlenstoffemissionen, einschließlich Strom aus erneuerbaren Energien und ein CO2-Ausgleich über die Verwendung von Zertifikaten.
Die Klimastrategie 2030 des Unternehmens, veröffentlicht am 25. Juli 2023, sieht eine weitere Reduzierung der Kohlenstoffemissionen vor, die durch die Umstellung auf mit Biokraftstoff betriebene Generatoren und den weiteren Bezug von erneuerbarer Energie erreicht werden soll. Ziel dieser Maßnahmen ist, die CO2-Emissionen der Rechenzentren bis 2030 um 55 Prozent im Vergleich zu 2019 zu reduzieren. Darüber hinaus sollen bei neuen Rechenzentren auch die Abwärme von Servern und Klimageräte genutzt und in Nah- oder Fernwärmenetze eingespeist werden.

## Sponsoring
Ionos ist offizieller Sponsor aller Wettbewerbe der spanischen Basketball-Liga ACB für die Spielzeiten 2023–24, 2024–25 und 2025–26.
Seit dem Jahr 2023 fungiert Ionos als offizieller Sponsor der MariaDB Foundation. Im Rahmen dieser Sponsorschaft wurde das Open-Source-Projekt, welches der Stiftung zugrunde liegt, in das eigene Produktportfolio integriert. Hierbei handelt es sich um den MariaDB Server.